# Большой Полуярославский переулок
Большо́й Полуяросла́вский переу́лок (в XIX веке — Шелапу́тинский переулок) — улица в центре Москвы в Басманном и Таганском районах между железнодорожной линией Курского направления МЖД и Полуярославской набережной.

## Происхождение названия
Название XIX века, данное по суконной фабрике купца И. М. Полуярославцева, находившейся здесь в первой половине XVIII века. Предыдущее название — Шелапутинский переулок — по фамилии домовладелицы купчихи Шелапутиной.

## Описание
Большой Полуярославский начинается от тоннеля под железнодорожными линиями Курского направления, соединяющего его с Сыромятническим проездом, проходит на юго-запад, пересекает 3-й Сыромятнический переулок справа и Костомаровский переулок слева, затем 2-й Сыромятнический переулок справа и Наставнический переулок слева, поворачивает на юг, справа к нему примыкает Малый Полуярославский переулок. Далее переулок спускается к Яузе и выходит к реке между Полуярославской и Костомаровской набережными.

## Примечательные здания и сооружения
По нечётной стороне:

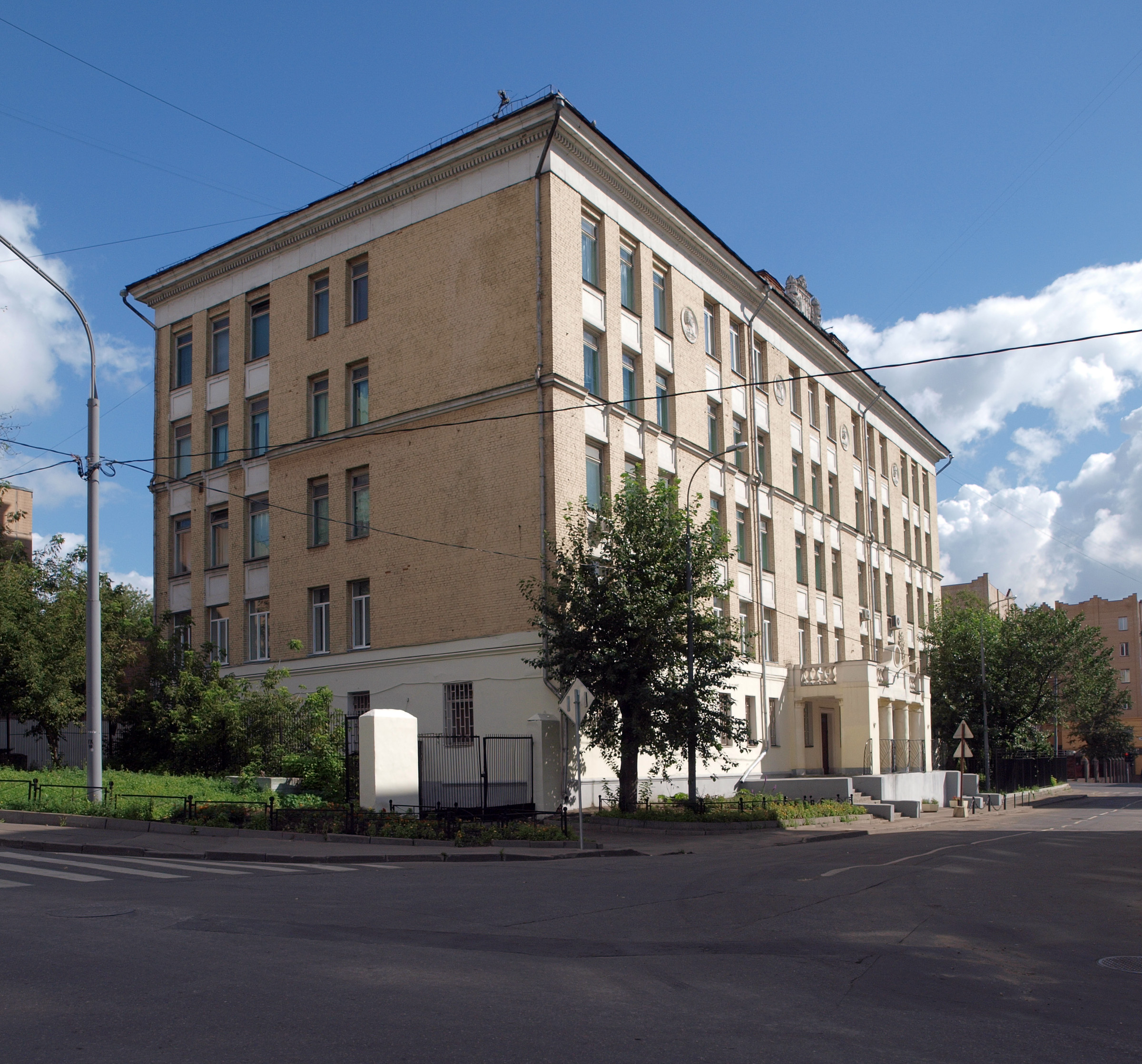
№ 7/4, строение 1-1А. Лицей № 1581.

- № 7/4, строение 1-1А — "Инженерная школа" № 1581 (бывшая школа № 401, лицей № 1581). Здание построено в 1950-1952 годах.

По чётной стороне:
- № 8, 10 - офисные здания
- № 12, 14 - офисные здания (построены в 1994 году)

- № 18, строение 3 — до июня 2020 года на этом месте находились исторические корпуса Торговых рядов на Яузе, построенные ещё в XIX веке[2]. Здания снесли ради строительства на их месте гостиницы, план которой одобрили ещё в 2015 году. На портале мэра Москвы исторические дома описаны просто как «офисы и объекты торговли»[3].